# Lady-Elliot-Insel
Die Lady-Elliot-Insel ist die südlichste Koralleninsel des Großen Barriere-Riffs vor Australiens Ostküste. Sie liegt 80 km nordöstlich von Bundaberg im australischen Bundesstaat Queensland. Die nächstgelegene Insel im Süden ist die 83 km südöstlich gelegene K’gari. Im Nordwesten liegt in 37 km Entfernung die Bunker Group und die sich daran anschließende Capricorn Group, beide Inselgruppen ebenfalls Teil des Great Barrier Reefs. Die Insel ist rund 45 Hektar groß.

## Geschichte
Die Lady-Elliot-Insel wurde 1816 entdeckt und nach dem Schiff des Entdeckers benannt. Seit 1970 ist sie für den Tourismus erschlossen, wobei man versucht, die Natur so weit wie möglich zu schonen. Ein Drittel der Insel ist Vogelschutzgebiet und darf nicht betreten werden.

## Tourismus

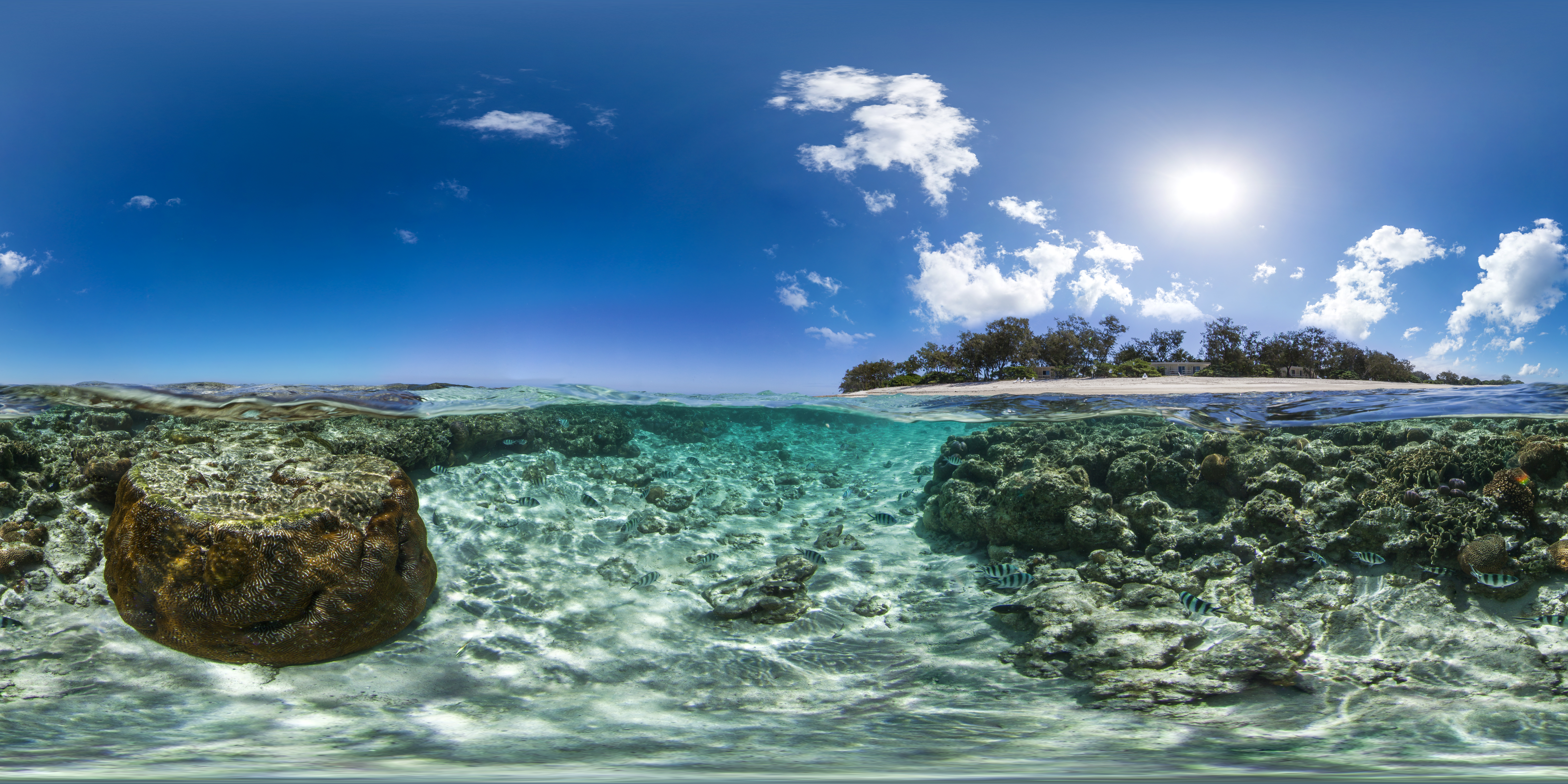
Insel mit Unterwasserwelt

Auf dem restlichen Teil der Insel dürfen sich auch nie mehr als ca. 150 Übernachtungsgäste gleichzeitig aufhalten. Im Südosten der Insel liegt ein kleines, komfortables Ferienresort und eine Landebahn für Kleinflugzeuge. Die Anreise erfolgt von Bundaberg, Hervey Bay und neuerdings Gladstone jeweils ausschließlich per Flugzeug.
Die Insel ist insbesondere für Unterwassersportler interessant. Von Oktober bis Dezember ist Brut-/Schlüpfzeit für Meeresschildkröten. Auch Wale können dort gelegentlich beobachtet werden.

## Vogelwelt

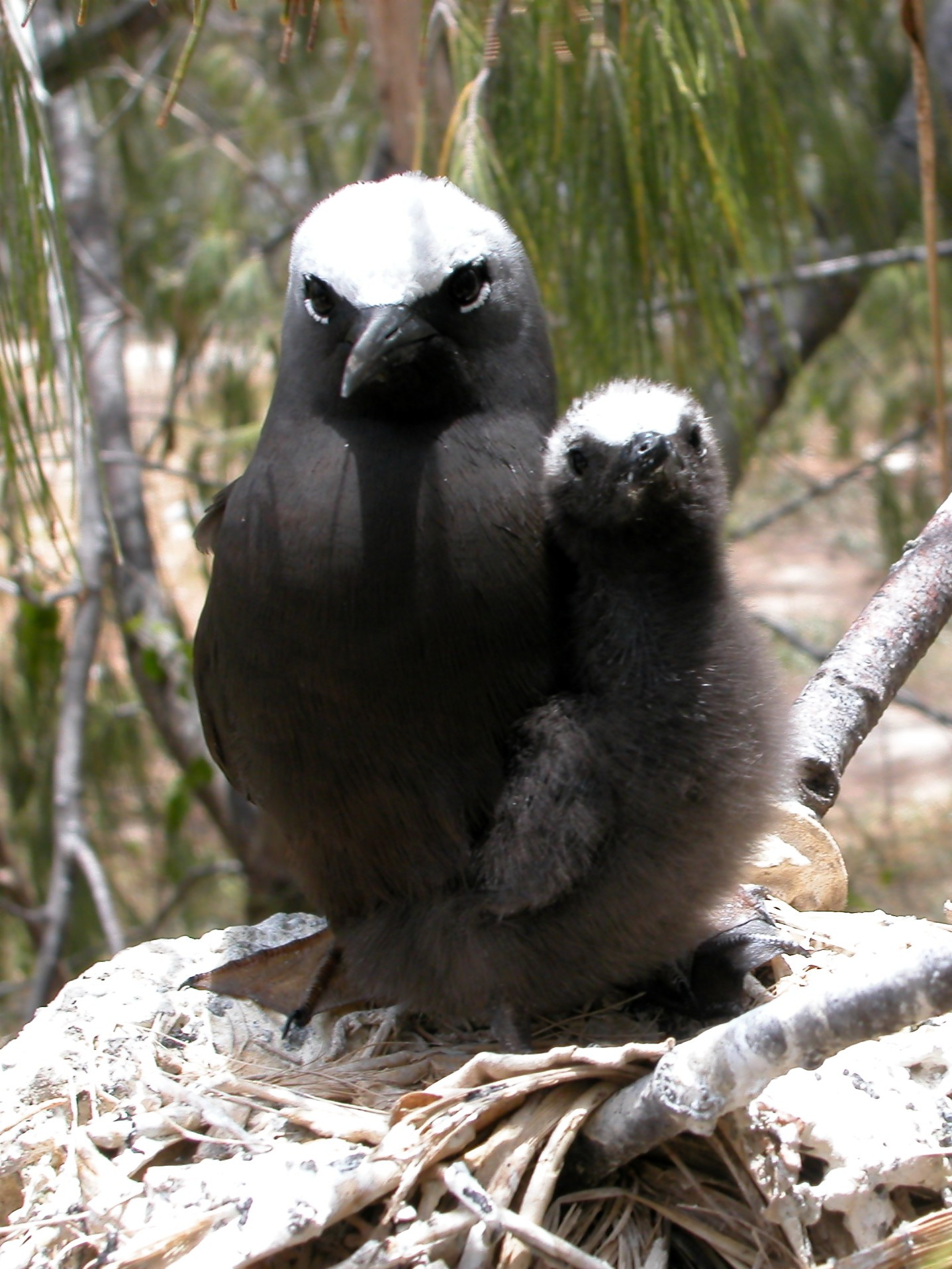
Weißkappennoddi (Anous minutus) mit Nestling
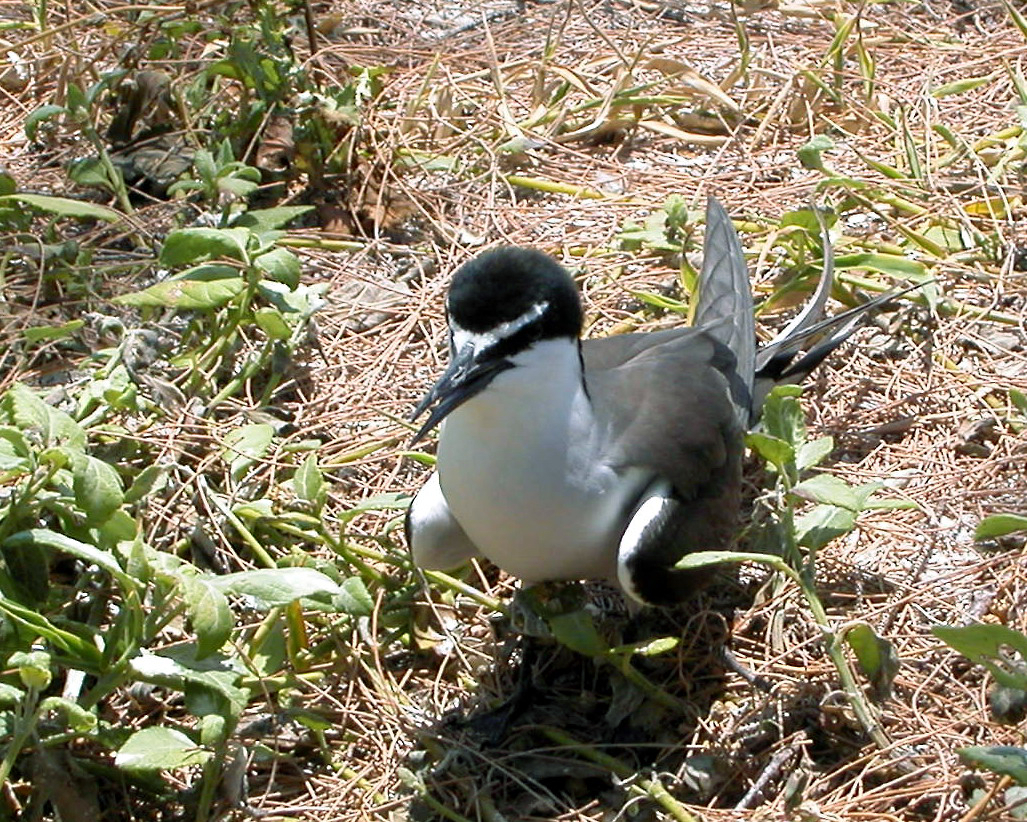
Zügelseeschwalbe